# Phyllanthus inflatus
Phyllanthus inflatus là một loài thực vật có hoa trong họ Diệp hạ châu. Loài này được Hutch. miêu tả khoa học đầu tiên năm 1920.